# Landtagswahlkreis Enz
Der Wahlkreis Enz (Wahlkreis 44) ist ein Landtagswahlkreis in Baden-Württemberg. Er umfasste bei der letzten Landtagswahl 2021 die Gemeinden Eisingen, Friolzheim, Heimsheim, Illingen, Kämpfelbach, Keltern, Knittlingen, Königsbach-Stein, Maulbronn, Mönsheim, Mühlacker, Neuenbürg, Neuhausen, Neulingen, Niefern-Öschelbronn, Ölbronn-Dürrn, Ötisheim, Remchingen, Sternenfels, Straubenhardt, Tiefenbronn, Wiernsheim, Wimsheim und Wurmberg aus dem Enzkreis.
Die Grenzen der Landtagswahlkreise wurden nach der Kreisgebietsreform von 1973 zur Landtagswahl 1976 grundlegend neu zugeschnitten und seitdem nur punktuell geändert. Der Wahlkreis Enz gehörte immer zu den nach Bevölkerungszahl größten Wahlkreisen. Sein Gebiet war zunächst identisch mit dem Enzkreis, bis das im Vergleich zum landesweiten Trend geringe Bevölkerungswachstum der Stadt Pforzheim zur Landtagswahl 1992 zu einer ersten Änderung des Wahlkreiszuschnitts führte. Dabei wurde die Gemeinde Birkenfeld dem benachbarten Wahlkreis Pforzheim zugeordnet. Bei der Landtagswahl 2011 wurden auch die Gemeinden Engelsbrand, Ispringen und Kieselbronn an den Wahlkreis Pforzheim angegliedert.

## Wahl 2021
Die Landtagswahl 2021 hatte folgendes Ergebnis:
| Direktkandidat              | Partei       | Stimmen in % | Landtagswahl 2016 Stimmen in % |
| --------------------------- | ------------ | ------------ | ------------------------------ |
| Stefanie Seemann            | Grüne        | 30,9         | 26,9                           |
| Philippe Alexander Singer   | CDU          | 19,5         | 24,7                           |
| Bernd Gögel                 | AfD          | 12,9         | 19,2                           |
| Michael Hofsäß              | SPD          | 9,6          | 12,3                           |
| Erik Schweickert            | FDP          | 16,9         | 10,4                           |
| Marvin Weiß                 | DIE LINKE    | 2,3          | 2,0                            |
| Bernd Köstlin               | ödp          | 0,7          | 0,4                            |
| Marcus Bouquerot de Voligny | Freie Wähler | 2,8          | –                              |
| Rainer Simon                | Bündnis C    | 1,2          | –                              |
| Fabian Aisenbrey            | KlimalisteBW | 0,8          | –                              |
| Jürgen Beck                 | WiR2020      | 1,7          | –                              |
| Markus Wiedermann           | Volt         | 0,7          | –                              |
| –                           | Sonstige     | –            | 4,1                            |

## Wahl 2016
Die Landtagswahl 2016 hatte folgendes Ergebnis:
| Direktkandidat     | Partei           | Stimmen in % | Landtagswahl 2011 Stimmen in % |
| ------------------ | ---------------- | ------------ | ------------------------------ |
| Stefanie Seemann   | Grüne            | 26,9         | 19,6                           |
| Viktoria Schmid    | CDU              | 24,7         | 40,7                           |
| Bernd Gögel        | AfD              | 19,2         | –                              |
| Thomas Knapp       | SPD              | 12,3         | 23,8                           |
| Hans-Ulrich Rülke  | FDP              | 10,4         | 6,9                            |
| Adrian Didio       | DIE LINKE        | 2,0          | 2,4                            |
| Claus-Peter Ebner  | Tierschutzpartei | 1,6          | –                              |
| Friedhelm Weiß     | ALFA             | 1,0          | –                              |
| Rainer Simon       | Bündnis C        | 0,7          | PBC: 1,0                       |
| Armin Schrott      | NPD              | 0,5          | 1,3                            |
| Guido Klamt        | ödp              | 0,4          | 0,8                            |
| Martina Kuckelberg | REP              | 0,3          | 1,2                            |

## Wahl 2011
Die Landtagswahl 2011 hatte folgendes Ergebnis:
| Direktkandidat    | Partei    | Stimmen in % | Landtagswahl 2006 Stimmen in % |
| ----------------- | --------- | ------------ | ------------------------------ |
| Viktoria Schmid   | CDU       | 40,7         | 40,1                           |
| Thomas Knapp      | SPD       | 23,8         | 26,7                           |
| Arno Schütterle   | Grüne     | 19,6         | 09,8                           |
| Hans-Ulrich Rülke | FDP       | 06,9         | 13,8                           |
| Uwe Riehl         | DIE LINKE | 02,4         | WASG: 3,4                      |
| Dieter Ebert      | REP       | 01,2         | 03,3                           |
| Florian Stech     | NPD       | 01,3         | 00,7                           |
| Walter Frölich    | ödp       | 00,8         | –                              |
| Kai Rebmann       | PBC       | 01,0         | 02,0                           |
| Holger Reichert   | PIRATEN   | 02,2         | –                              |
| –                 | Sonstige  | –            | 00,2                           |

## Abgeordnete seit 1976
Bei den Landtagswahlen in Baden-Württemberg hat jeder Wähler nur eine Stimme, mit der sowohl der Direktkandidat als auch die Gesamtzahl der Sitze einer Partei im Landtag ermittelt werden. Dabei gibt es keine Landes- oder Bezirkslisten, stattdessen werden zur Herstellung des Verhältnisausgleichs unterlegenen Wahlkreisbewerbern Zweitmandate zugeteilt. Bei der Landtagswahl 2011 entfiel die bisherige Regelung, die eine Zuteilung dieser Mandate nach absoluter Stimmenzahl auf Ebene der Regierungsbezirke vorsah und Bewerber aus dem Wahlkreis Enz erheblich begünstigte.
Den Wahlkreis Enz vertraten seit 1976 folgende Abgeordnete im Landtag:
| Partei | Art des Mandats | Gewählte |
| ------ | --------------- | --- |
| CDU    | Erstmandat      | Hans Roth 1976, 1980, 1984 Winfried Scheuermann 1988, 1992, 1996, 2001, 2006 Viktoria Schmid 2011 |
| Grüne  | Erstmandat      | Stefanie Seemann 2016, 2021 |
| Grüne  | Zweitmandat     | Gerd Schwandner 1984, 1988, Mandat niedergelegt zum 21. Januar 1992 Ulrich Noller, nachgerückt am 23. Januar 1992 Rezzo Schlauch 1992, Mandat niedergelegt zum 1. Dezember 1994 Ivo Krieg, nachgerückt am 6. Dezember 1994 Renate Thon 1996 |
| FDP    | Zweitmandat     | Hans Albrecht 1976, 1980, 1984, 1988, 1992, Mandat niedergelegt 1995 Ewald Veigel, nachgerückt am 9. März 1995; 1996 Hans-Ulrich Rülke 2006, 2011 Erik Schweickert 2016, 2021                                                               |
| SPD    | Zweitmandat     | Gottfried Haase 1976 Bernd Kielburger 1980, 1984, 1988, 1992, 1996 Thomas Knapp 2001, 2006 |
| REP    | Zweitmandat     | Klaus Rapp 1992, 1996 |
| AfD    | Zweitmandat     | Bernd Gögel 2016, 2021 |